# 蘇爾任齊
48°40′17″N 26°46′52″E / 48.67139°N 26.78111°E
蘇爾任齊（烏克蘭語：Суржинці），是烏克蘭的村落，位於該國西部赫梅利尼茨基州，由卡緬涅茨-波多利斯基區負責管轄，處於捷爾納瓦河畔，面積0.38平方公里，2001年人口39。